# Colibrí de Teresa
El colibrí de Teresa (Polytmus theresiae) és una espècie d'ocell de la família dels troquílids (Trochilidae) que habita boscos clars, sabanes, vegetació secundària i praderies de les terres baixes per l'est dels Andes al sud-est de Colòmbia, sud de Veneçuela, Guaiana i Brasil amazònic.